# Vũng Tàu
Vung Tau es una ciudad en Vietnam, capital de la provincia de Ba Ria-Vung Tau. Su área es de 750 kilómetros cuadrados, su población en 2005 era de 240,000 habitantes. La ciudad está 120 kilómetros al noreste de Ho Chi Minh (Saigón). Esta ciudad es el centro del petróleo de Vietnam, y además es uno de los centros turísticos más grandes del país.